# 바르엘가젤주

바르엘가젤주

바르엘가젤주(프랑스어: Barh El Gazel Region, 아랍어: منطقة بحر الغزال)는 차드 서부에 위치한 주로, 주도는 무소로이며 2개 현(바르엘가젤노르현, 바르엘가젤쉬드현)을 관할한다. 2008년 카넴주에서 분리되어 신설되었으며 주 이름은 차드에서 가장 넓은 와디인 바르엘가젤강에서 유래된 이름이다.